# Patrick Sibomana
Patrick Sibomana (sinh 15 tháng 10 năm 1996) là một cầu thủ bóng đá Rwanda thi đấu ở vị trí tiền vệ cho Shakhtyor Soligorsk.

## Sự nghiệp

### Bàn thắng quốc tế
Tỉ số và kết quả liệt kê bàn thắng của Rwanda trước.
| Bàn thắng | Ngày               | Địa điểm                             | Đối thủ  | Tỉ số | Kết quả | Giải đấu |
| --------- | ------------------ | ------------------------------------ | -------- | ----- | ------- | -------- |
| 1.        | 6 tháng 2 năm 2013 | Sân vận động Amahoro, Kigali, Rwanda | Uganda   | 2–2   | 2–2     | Giao hữu |
| 2.        | 7 tháng 6 năm 2015 | Sân vận động Amahoro, Kigali, Rwanda | Tanzania | 1–0   | 2–0     | Giao hữu |